# Хаджибейский район
Хаджибе́йский райо́н (до 2023 года — Малиновский) — один из четырёх районов Одессы. Название связано с историческим названием города. Район расположен в стороне Хаджибейского лимана, который является излюбленным местом отдыха одесситов.
3 мая 2023 года, решением Одесского городского совета, Малиновский район был переименован в Хаджибейский.

## Общие сведения
В современных границах Хаджибейский район создан согласно решению Одесского городского совета № 197-ХХИV от 26 июля 2002 года «Об административно-территориальное деление города Одессы». До переименования района, его название было получено в честь одессита, Маршала Советского Союза Р. Я. Малиновского.
Хаджибейский район расположен в западной части города, его составляющими являются такие исторические микрорайоны, как: Молдаванка, Бугаевка, Дальние Мельницы, Ближние Мельницы, Застава I, Застава II, Черемушки, поселки: Сахарный и Преображенский (Ленпосёлок).
Характерной особенностью района является значительное количество (около 11 тысяч) частных домов с приусадебными участками.
Фольклорные портреты жителей микрорайонов всемирно известные из произведений Э. Багрицкого, И. Бабеля, которые здесь родились, В. Катаева и Л. Никулина.
Несмотря на отдалённое географическое положение района, относительно исторического центра Одессы, на территории Хаджибейского района расположен ряд памятников архитектуры и истории; выделяются постройки таких архитекторов, как: Л. Ц. Оттон, А. Б. Минкус, Б. А. Бауэр, А. Н. Чичкин.
Первое Одесское шампанское «Эксельсиор», как и первый Одесский коньяк, появились на Молдаванке. С Молдаванкой также связана история возникновения знаменитого Одесского вина «Редерер» (Louis Roederer).
Хаджибейский район — это мощный экономический комплекс, на его территории расположено значительное количество, 42 % промышленных предприятий города, а также предприятия строительной отрасли, оптово-торговые организации и др..
На территории района сконцентрировано значительное количество научно-исследовательских и проектно-конструкторских организаций: Селекционно-генетический институт, Государственное предприятие «Научно-исследовательский институт» Шторм «Министерства промышленной политики Украины, проектно-поисковый институт» Укрпивденгипроводгосп "и другие.
Старейшее медицинское учреждение района — городская Еврейская больница скорой медицинской помощи, которая была основана в 1800 году.
На территории района проходят основные транспортные магистрали, соединяющие город с аэропортом, железнодорожным вокзалом, автовокзалом, которые являются въездными воротами западных и южных районов Одесской области; автомагистральные выхода в Киев, Санкт-Петербурга, Кишинева, Измаила, Белгород-Днестровского.
Согласно решению исполнительного комитета Одесского городского совета № 35 от 08.01.03 г. Хаджибейский район установлен в пределах: предприятий 6-го км Овидиопольской дороги, территории аэропорта «Центральный» включительно санитарно-защитной зоны аэропорта, ул. 25-й Чапаевской дивизии включительно застройку по обе стороны улицы, стоянки и рынки, ул. Варненская четная сторона включая парк им. М. Горького, ул. Валентины Терешковой, ул. Космонавтов, 4-28, Адмиральский проспект, 42-2, Фонтанская дорога, 12-4-а, ул. Артиллерийская, 1/1-1/4, Люстдорфская дорога, 2, 2-й Христианский кладбище, ул. Водопроводная, 13-а, ул. Высокий четная сторона, ул. Мечникова, 106—128, ул. Разумовская нечетная сторона, ул. Михаила Грушевского нечетная сторона, Ленинградское шоссе нечетная сторона, черта города к предприятиям 6-го км Овидиопольской дороги.
- Население района — 242,9 тыс. чел.
- Трудовые ресурсы — 144,98 тыс. чел.
- Пенсионеры — 57,8 тыс. чел.
- Малообеспеченные граждане — 10,2 тыс. чел.
- Безработные — 1,9 тыс. чел.
- Протяженность дорог района — 264,8 км
- Территория района — 89,7  км²

## Учебные заведения
На территории Хаджибейского района работают 5 высших учебных заведений III—IV уровня аккредитации, 8 учебных заведений I—II уровня аккредитации, 2 учебных заведения системы профтехобразования, 4 частных школы, 30 общеобразовательных учреждений, в том числе 3 гимназии, лицей, вечерняя школа, 2 общеобразовательные школы-интернаты, 6 внешкольных учреждений, 23 дошкольных учебных заведений, а также 5 ведомственных дошкольных учреждений.

## Лечебные учреждения
На территории Хаджибейского района расположены 2 городские клинические больницы, 8 поликлиник, в том числе детское поликлиническое отделение и городская детская поликлиника, подстанция скорой помощи, женская консультация, 4 стоматологические поликлиники, в том числе 2 детских. Также на территории района расположены 4 ведомственных лечебных учреждения.

## Транспорт

### Трамвайные маршруты
- № 7 ул. Паустовского — 11 станция Люстдорфской дороги
- № 10 ул. И. Рабина — Тираспольская пл.
- № 11 Старосенная пл. — ст. Товарная
- № 12 Херсонский сквер — ст. Товарная
- № 13 Старосенная пл. — ж/м Школьный
- № 21 Застава II — Тираспольская пл.
- № 27 Старосенная пл. — Рыбпорт
- № 31 Старосенная пл. — Люстдорф (ночной)

### Троллейбусные маршруты
- № 3 Застава I — парк им. Шевченко
- № 8 Суперфосфатный завод — Железнодорожный вокзал
- № 9 ул. Инглези — ул. Греческая
- № 10 ул. Инглези — ул. Приморская
- № 12 ул. Архитекторская — Святослава Ріхтера
- № 13 ул. 25-й Чапаевской дивизии — Аркадия (летний маршрут)
- № 14 Железнодорожный вокзал — Аэропорт. (временно не курсирует)

## Выдающиеся люди района
- Голованов Юрий Михайлович — директор завода поршневых колец, расположенного на территории района[3].
- Гриценко, Ольга Николаевна — педагог, общественный деятель, Заслуженный учитель Украины. Проживала в этом районе.
- Добровольский, Георгий Тимофеевич — Лётчик-космонавт СССР, Герой Советского Союза. Родился в микрорайоне Ближние Мельницы.